# فضل‌الله بایگان
فضل‌الله بایگان (۱۲۷۷ در تهران – ۱۳۴۶) بازیگر تئاتر و کارگردان و تهیه‌کننده سینما، صاحب امتیاز و نویسنده نشریه هنری اهل ایران بود.

## زندگی
وی فارغ‌التحصیل مدرسهٔ سن لوئی تهران بود و کار هنری را با بازی در تئاتر از همان مدرسه شروع کرد. پدرش، میرزا جوادخان مؤتمن الممالک نماینده اولین مجلس ایران در صدر مشروطیت بود. در اوایل دههٔ ۱۳۰۰ پس از طی دورهٔ دروس ادبیات عالی فرانسه و شرکت در کلاس‌های کمدی فرانسز، به تهران بازگشت. با همکاری معزالدیوان فکری، علی خان نصر، دکتر نامدار و … کلوپ کمدی جوانان ایران را تشکیل داد. پس از دو سال، و با تلفیق کمدی جوانان ایران و مدرسهٔ عالی موسیقی، به همت کلنل علینقی وزیری، تئاتر موزیکال را به وجود آورد و نمایش‌هایی از قبیل رؤیای حافظ ،سروش و گلرخ، زهره و منوچهر و مضار تریاک را به روی صحنه برد. وی در طول فعالیت تئاتری اش در بیش از سیصد نمایشنامه به ایفای نقش پرداخت و سال‌ها در هنرستان هنرپیشگی تهران به تدریس این هنر مبادرت می‌ورزید. تعداد دیگری از نمایش‌هایش عبارتند از: گردش ییلاق، سه راهی، گیتی، زندگی یک خانواده و کارگر، من باید وکیل شوم، لغزش، تصمیم جدی، قمار، مالک بیگناه، صحنه از زندگی.
در سال ۱۳۲۳ با تشویق و کمک و دوستانش، نخستین نشریهٔ مستقل تئاتر ایران، به نام «هنرمندان» را منتشر کرد که بیش از چند شماره دوام نیاورد.
در سال ۱۳۴۶ بر اثر بیماری نقرس درگذشت. وی عموی افسانه بایگان و پدر مرسده بایگان، بازیگر و همسر حشمت سنجری بوده‌است.

## فیلمشناسی
- پریچهر (۱۳۳۰ کارگردان، بازیگر و نویسنده برا اساس داستان نوشتهٔ محمد حجازی، تهیه‌کننده با مشارکت اصغر شمیم و مظفر میزانی)